# Margelana ochrea
Margelana ochrea là một loài bướm đêm trong họ Noctuidae.